# 宮宇地俊岳
宮宇地 俊岳（みやうち としたけ）は日本の会計学者。京都府出身。早稲田大学政治経済学部卒業、京都大学大学院経済学研究科博士課程修了。京都大学博士（経済学）。
京都大学経営管理大学院みずほ証券寄付講座特任研究員を経て、追手門学院大学大学院経営学研究科及び経営学部経営学科准教授。

## 論文
- 会計データを用いたM&Aによる経済効果分析 （単著） 2009/03
- M&A後の収益性に関する実証分析 （単著） 2009/04
- M&A実施企業の収益性推移の分析 （単著） 2009/08
- 退職給付会計情報と市場の深読み （単著） 2010/05
- 会計主体変更による利益管理 （単著） 2010/08
- M&Aの理論と実証 －先行研究サーベイ－ （単著） 2012/02
- 公正価値会計の現状と課題 （単著） 2012/08
- IPOにおける初値乖離の現状と要因 （単著） 2012/02
- 企業分析における経営戦略分析の意義と分析事例 （単著） 2014/02
- Does Fair Value Accounting Improve Relevance of Accounting Information ? （単著） 2014/02
- 買収防衛策導入による経済的帰結に関するサーベイ ―導入企業属性、株価効果、利益マネジメントを中心として― （単著） 2015/03

## 科研費研究
- 買収防衛策導入と経営者の会計政策に関する実証分析 2010/04-[3]
- 保守主義とのれんの減損損失計上に関する実証分析 2015/04-[3]

## 著作
- 現代会計学と会計ビッグバン （共著） 森山書店、2007/06
- 歴史から見る公正価値会計－会計の根源的な役割を問う－ （共著）森山書店、2013/03
- Fair Value Accounting in Historical Perspective （共著）森山書店、2014/02
- 事業承継入門 3 事業承継のためのマーケティングと経営管理 （共著）追手門学院大学出版会、2015/02